# Yasin Öztekin
Yasin Öztekin (Alemania, 19 de marzo de 1987) es un futbolista turco que juega de centrocampista en el Yeşil Yalova F. K. de la TFF Tercera División.

## Clubes
| Club                 | País     | Año       | Partidos | Goles |
| -------------------- | -------- | --------- | -------- | ----- |
| Borussia Dortmund    | Alemania | 2008-2009 | 1        | 0     |
| Gençlerbirliği S. K. | Turquía  | 2011-2012 | 50       | 8     |
| Trabzonspor          | Turquía  | 2012-2013 | 32       | 4     |
| Kayseri Erciyesspor  | Turquía  | 2013-2014 | 30       | 7     |
| Galatasaray S. K.    | Turquía  | 2014-2018 | 148      | 31    |
| Göztepe S. K.        | Turquía  | 2018-2020 | 41       | 10    |
| Sivasspor            | Turquía  | 2020-2021 | 34       | 3     |
| Samsunspor           | Turquía  | 2021-2022 | 49       | 19    |
| Göztepe S. K.        | Turquía  | 2022-2023 | 27       | 9     |
| Bucaspor 1928        | Turquía  | 2023-2025 | 64       | 25    |
| Yeşil Yalova F. K.   | Turquía  | 2025-     |          |       |

## Palmarés

### Campeonatos nacionales
| Título               | Club              | País    | Año  |
| -------------------- | ----------------- | ------- | ---- |
| Superliga de Turquía | Galatasaray S. K. | Turquía | 2015 |
| Copa de Turquía      | Galatasaray S. K. | Turquía | 2015 |
| Supercopa de Turquía | Galatasaray S. K. | Turquía | 2015 |
| Copa de Turquía      | Galatasaray S. K. | Turquía | 2016 |
| Supercopa de Turquía | Galatasaray S. K. | Turquía | 2016 |
| Superliga de Turquía | Galatasaray S. K. | Turquía | 2018 |